# Albel Ferenc
Albel Ferenc (Keszthely, 1892. április 2. – Dorog, 1962. április 17.) fúrómester, bányagondnok, sztahanovista.

## Munkássága
1914-ben mint fúrómester kezdte pályafutását a Salgótarjáni Kőszénbánya Rt. dorogi bányászatánál. 1916-ban már fúrási üzemvezető, 1923-tól 1949-ig mint bányagondnok tevékenykedett. 1956-ban ment nyugdíjba. A Fúrás Üzem egyik legismertebb vezetője volt a háború előtt. Ütve működő mélyfúrógépe az ország számos szénmedencéjében végzett szénkutató és karsztvíz-elzárásokat célzó fúrásokat. Számos fejlesztés, újítás fűződik a nevéhez. A geológia terén is sikeres szakember hírében állt. Tanulmányai a Bányászati Lapokban jelentek meg.

## Kitüntetések
- Kiváló Technikus
- Sztahanovista Bányász